# Данило Попржен
Данило Попржен — Дени (Бравнице, код Јајца 28. децембар 1937 — Бања Лука, 21. јун 2019) био је југословенски и српски филмски, телевизијски и позоришни глумац.

## Биографија
Рођен је 1937. године у Бравницама, код Јајца. Пошто му је отац био официр ЈНА, често се са породицом селио па је Данило основну школу похађао у четири града: започео у Јајцу, а послије Пожеге и Бјеловара, завршио у Бања Луци. Након средњег образовања запослио се као прецизни механичар у бањолучкој фабрици „Чајавецу”, а након обуке у земунском „Телеоптику”, умјесто за посао, одлучио се за филмску каријеру. Због тога се преселио у Загреб. У Загребу је у првом периоду живио код свог пријатеља који је ту студирао. Запослио се у једној текстилној фирми гдје је радио пола године и коју је након тога напустио. Четири године је био члан Студентског културног центра — СКУЦ Након овог остварује свој глумачки сан и одлази у Париз гдје је и добио надимак Дени који ће га пратити цијелог живота. Након једногодишњег боравка у Паризу Дени се вратио у загребачки СКУЦ. Тада су почеле велике филмске копродукције у Југославији и он је почео да се пријављује за разне улоге. На филму дебитује 1967 године, у телевизијској серији „Одисеј”, у улози Пенелопиног просца, раме уз раме са Бекимом Фехмиуом и грчком глумицом Иреном Папас. Хтио је да упише академију, али су га године зауставиле. Примали су студенте до 25. године, а Дени је пребацио — за једну.
Након тога је остварио велики број улога, углавном споредних и епизодних у филмовима и телевизијским серијама. Повремено је ангажован у Студентском казалишту и Театру ИТД. Непосредно прије избијања, 5. септембра 1991 рата у Хрватској, дошао је у Бања Луку да обиђе оца Душана, али је сплетом околности остао до краја живота. Као глумац је био ангажован у Народном позоришту Републике Српске од 1992. Био је члан Удружење филмских радника Хрватске. Преминуо је 21. јуна у Бањој Луци. Сахрањен је 22. јуна 2019. на бањолучком гробљу Павловац. Неостварена глумачка жеља му је била да заигра Грка Зорбу.

## Филмске улоге
| Год.          | Назив                                        | Улога                              |
| ------------- | -------------------------------------------- | ---------------------------------- |
| 1960-е        |                                              |                                    |
| 1968.         | Одисеја (ТВ мини серија)                     | Просац Пенелопе                    |
| 1970-е        |                                              |                                    |
| 1977.         | Акција Стадион                               |                                    |
| 1977.         | Споразумјевање (кратки документарни филм)    |                                    |
| 1978.         | Све су плаве                                 |                                    |
| 1979.         | Човјек кога треба убити                      |                                    |
| 1980-е        |                                              |                                    |
| 1981.         | Високи напон                                 |                                    |
| 1981.         | Пушка у цик зоре (ТВ филм)                   |                                    |
| 1982.         | Непокорени град (ТВ серија)                  | полицијски агент                   |
| 1982.         | Тамбураши (ТВ филм)                          | труповац поручника Козловског      |
| 1983.         | Пијанист (ТВ филм)                           |                                    |
| 1983.         | Медени мјесец                                |                                    |
| 1983.         | У логору (ТВ филм)                           |                                    |
| 1984.         | Мала пљачка влака                            | војник у пратњи царског инспектора |
| 1984.         | Тајна старог тавана                          | морнар са Баракуде                 |
| 1984.         | Инспектор Винко (ТВ серија)                  | достављач (као Дени Попржен)       |
| 1985.         | Хорватов избор                               | Илија                              |
| 1985.         | Нитко се неће смијати (ТВ филм)              | вратар                             |
| 1985.         | Хајдучки гај (ТВ серија)                     | Шимун                              |
| 1983. — 1986. | Смоговци (ТВ серија)                         | сликар / тип на прозору воза       |
| 1986. — 1987. | Путовање у Вучјак (ТВ серија)                | Илија                              |
| 1987.         | Осуђени                                      |                                    |
| 1988.         | The Dirty Dozen: The Fatal Mission (ТВ филм) | старац                             |
| 1988.         | Ciao, ciao bambina! (ТВ филм)                |                                    |
| 1988.         | Господски живот Стипе Звонарова (ТВ филм)    | Пава — Стипанов најамник           |
| 1988.         | Сокол га није волио                          | стражар                            |
| 1989.         | Човјек који је волио спроводе                | Јожа, пилар                        |
| 1989.         | Ђавољи рај                                   | купац                              |
| 1989.         | Hamburg Altona                               |                                    |
| 1990-е        |                                              |                                    |
| 1991.         | Ђука Беговић                                 | Зава                               |
| 1999.         | Мејдан Симеуна Ђака (ТВ филм)                |                                    |
| 1999.         | Жене, људи и остало (ТВ мини серија)         |                                    |
| 2000-е        |                                              |                                    |
| 2002.         | Акција Тигар (ТВ филм)                       | таксиста                           |
| 2005.         | Хероји за један дан                          | деда                               |
| 2008.         | Турнеја                                      | радник на бензинској пумпи         |
| 2009.         | 32. децембар                                 | старац (као Данило Попржен — Дени) |
| 2011.         | Балкански витезови                           | Петар                              |
| 2011.         | Турнеја (ТВ серија)                          | радник на бензинској пумпи         |
| 2017.         | Месо (ТВ серија)                             | Дида                               |
| 2018.         | Месо                                         | Дида                               |

## Позоришне улоге
| Премијера         | Представа              | Улога                        | Редитељ                                                | Позориште                                 |
| ----------------- | ---------------------- | ---------------------------- | ------------------------------------------------------ | ----------------------------------------- |
| 8. март 1993      | Јазавац пред судом     | доктор                       | оригинално Небојша Бојић (1987), Бошко Ђурђевић (1993) | Народно позориште Републике Српске (НПРС) |
| 18. октобар 1993  | Ожалошћена породица    | Трифун                       | Борисав Григоревић                                     | НПРС                                      |
| 18. октобар 1994  | Грк Зорба              | рудар/младић                 | Зоран Ристовић                                         | НПРС                                      |
| 1. децембар 2001  | Кокошка                | Димњачар Серјожа             | Предраг Штрбац                                         | НПРС                                      |
| 24. март 2006     | Госпођа министарка     | жандар други                 | Милица Краљ                                            | НПРС                                      |
| 23. март 2007     | Мадам Сан Жен          |                              | Милица Краљ                                            | НПРС                                      |
| 18. август 2007   | Хамлет                 | Корнелије                    | Ненад Гвозденовић                                      | НПРС                                      |
| 16. мај 2008      | Неспоразум             |                              | Душко Лончар                                           | НПРС                                      |
| 12. децембар 2008 | Није човјек ко не умре | болесник                     | Жељко Стјепановић                                      | НПРС                                      |
| 18. октобар 2011  | Ревизор                | Мишка, градоначелников слуга | Југ Радивојевић                                        | НПРС                                      |
| 27. децембар 2011 | Одумирање међеда       | Ибро, секретар код начелника | Александар Пејаковић                                   | НПРС                                      |
| 2012              | Дублинг (мјузикл)      |                              | Александар Пејаковић                                   | Студентско позориште Бања Лука            |

## Рекли су о Денију
Дени је био икона наше генерације загребачких глумаца. Сви смо га вољели. И Срби и Хрвати и Муслимани. Био је толико посебан и несебичан у дијељењу љубави. И са сваким је могао бити пријатељ. Дени је био готово Бекетовски лик. Идеална подјела за могућег Естрагона или Владимира. Није се најбоље сналазио у организовању свога властитога живота, а како и би када је био 'осуђен' цијели живот на то једно једино 'Дрво Живота' под којим је цијели живот чекао на свога Годоа, који му никада није дошао. Волио сам га много - Раде Шербеџија, глумац
Памтићу његове гегове, каламбуре, вицеве, лакрдије, гримасе, пошалице свих врста. Ни од чега није презао само да ти види зубе, ни да себе направи лудом, ако треба, у ту сврху. Кад смо се упознали по годинама је већ био у трећем добу, а духом млађи од свих нас. Били смо другари упркос разлици у годинама. Прави другари. Памтићу и наше озбиљне разговоре и мудровања за шанком, приче о животу и о страху од смрти. - Борис Шавија, глумац
Дени је био један диван човјек, увијек насмијан и весео и ми смо уз њега одрасли. Дошли смо у позориште као студенти и тад смо га упознали. Сјећам се да је увијек некако био на нашој страни и увијек се дружио с нама, касније смо и играли на сцени - Слађана Зрнић, глумица 
Памтићу га по необичном говору, природном дару и таленту, човјека ког су сви познавали, од Скопља до Љубљане. Памтићу га као човјека с којим сам волио сјести и попричати и као човјека који је био екстремно скроман. Он би наручио двије јер ја не пијем и онда би попио и моју и своју и рекао: “Најдраже ми је с тобом пити”. Велики човјек, велики глумац, који је непримјетно живио поред нас - Ненад Новаковић, директор НПРС
Волио је да се шали, увијек је имао милион вицева да исприча. Кад год га сретнем, имао је неки виц да ми каже, тако да вјерујем да негдје горе сад шале и вицеве прича неким другим људима. Имала сам част да играм с њим на сцени и да га познајем и приватно и професионално и свима ће недостајати особа као што је Дени. - Миљка Брђанин, глумица
Кад сам дошао у Народно позориште, послије академије, Дени је већ био ту. Он је нас младе глумце благонаклоно и с радошћу дочекао, с нама се дружио. Није имао никакав отклон према нама, што се зна десити у колективима и био је заиста духовит човјек - Александар Стојковић „Пикси”, глумац